# Sabrina (film, 1995)
Sabrina je americký romantický komediální film z roku 1995 režiséra Sydney Pollacka s Julií Ormondovou a Harissonem Fordem v hlavní roli. Film byl natočen podle stejnojmenné romantické divadelní hry Sabrina Fair Samuela A. Taylora z roku 1953. Jde o remake původního filmu Sabrina z roku 1954 režiséra Billyho Wildera.

## Děj
Sabrina Fairchildová (Julia Ormondová) je dcera řidiče v bohaté podnikatelské rodině Larrabeeových. Sní svůj sen chudé dívky, pozoruje život ve velkém domě, stýká se od malička s oběma syny Larrabeeových, s mladším Davidem i starším Linusem (Harrison Ford). Je tajně zamilovaná do mladšího syna Davida. David žije jako playboy, utrácí peníze, má mnoho děvčat, byl již jednou ženat, o chod rodinných firem se nezajímá. Starší bratr Linus je jeho přímým opakem, upjatý, spořádaný, pracovitý a svědomitý podnikatel je faktickou hlavou celého rodinného koncernu. Sabrina před svojí nešťastnou, neperspektivní a neopětovanou láskou uteče do Paříže, kde pracuje jako fotografka v tamní reklamní agentuře. Zde se spřátelí s několika Francouzi, kteří jí pomohou změnit její image a vážit si a užívat života. David Larrabee se pod rodinným nátlakem z obchodních důvodů zasnoubí s dcerkou z bohaté podnikatelské rodiny Tysonových Elizabeth Tysonovou. Po dvou letech se Sabrina vrací do rodného domu. Hned při svém příjezdu se náhodně setkává s Davidem Larrabee, který ji veze autem domů, ale Sabrina se změnila natolik, že ji nepoznává. Nicméně okamžitě se jí začne dvořit a pozve ji na rodinnou párty, kde jí dává přednost před svojí snoubenkou. To se nelíbí celé rodině, zejména bratru Linusovi a jeho matce. Linus proto zahájí "záchrannou" akci. Nechává Davida sednout na šampusové skleničky, které má na párty v zadní kapse kalhot a jeho poraněním zabránit jeho dalšímu styku se Sabrinou. Úlohu svého mladšího bratra Davida, do kterého je Sabrina nadále zamilovaná, přebírá sám. Hodlá Sabrinu svést a poté opět odklidit zpět do Paříže tak, aby nebránila Davidově plánovanému sňatku s Elizabeth Tysonovou. Nicméně celá akce se mu vymkne z ruky, stane se to, co on sám neplánoval, do krásné a mladé Sabriny se zamiluje. Film končí happyendem v Paříži, kam se Linus za Sabrinou vydá letadlem Concorde.

## Obsazení
| Harrison Ford      | Linus Larrabee       |
| Julia Ormondová    | Sabrina Fairchildová |
| Greg Kinnear       | David Larrabee       |
| Nancy Marchandová  | Maude Larrabeeová    |
| John Wood          | Thomas Fairchild     |
| Richard Crenna     | Patrick Tyson        |
| Angie Dickinsonová | Ingrid Tysonová      |
| Lauren Hollyová    | Elizabeth Tysonová   |
| Dana Ivey          | Mack                 |
| Miriam Colon       | Rosa                 |
| Elizabeth Franz    | Joanna               |
| Fanny Ardant       | Irene                |
| Valérie Lemercier  | Martine              |
| Patrick Bruel      | Louis                |
| Becky Ann Baker    | Linda                |

## Rozdíly oproti předchozí verzi
- barevný film, původní film byl černobílý
- děj filmu je časově posunut přibližně o 40 let později
- zcela chybí postava Davidova a Linusova otce, starého Olivera Larrabee
- Sabrinin otec Thomas Fairchild má družku a na konci filmu sdělí své dceři, že během své služby u Larrabeeů vydělal celkem dva miliony dolarů (není chudý)
- nepoužívají se zde žádné lodě, méně se zde používá automobilů, přibyla doprava vrtulníkem a soukromým letounem
- původní vyjížďka jachtou po moři spojená s přehráváním gramofonových desek byla nahrazena výletem vrtulníkem + soukromým letadlem na letní sídlo rodiny Larrabee na blíže neidentifikovaný ostrov
- Sabrina není v Paříži vyškolená kuchařka, ale fotografka
- pozměněn byl celý závěr filmu, kdy namísto cesty zaoceánským parníkem do Evropy oba hlavní hrdinové letí letadly, Sabrina letí běžnou linkou společnosti Air France, letadlo Boeing 747, Linus letí za ní nadzvukovým letounem Concorde aby ji nejen dohonil, ale i předhonil (odlétá z New Yorku později a přilétá do Paříže dříve)
- tenisový kurt z původního filmu byl nahrazen soláriem
- počet Davidových neúspěšných manželství byl zredukován ze tří na jedno
- řízení rodinných firem se aktivně účastní i matka obou bratrů Maude Larrabeeová
- Elizabeth Tysonová, Davidova snoubenka, je v této verzi velmi vzdělaná a úspěšná žena-lékařka, její rodina krom toho nepodniká v zemědělství při pěstování kukuřice, ale vlastní velký elektrotechnický koncern.